# Stigmella longicornuta
Stigmella longicornuta là một loài bướm đêm thuộc họ Nepticulidae. Nó được tìm thấy ở miền bắc region of Oman.